# Địa chất Sao Diêm Vương

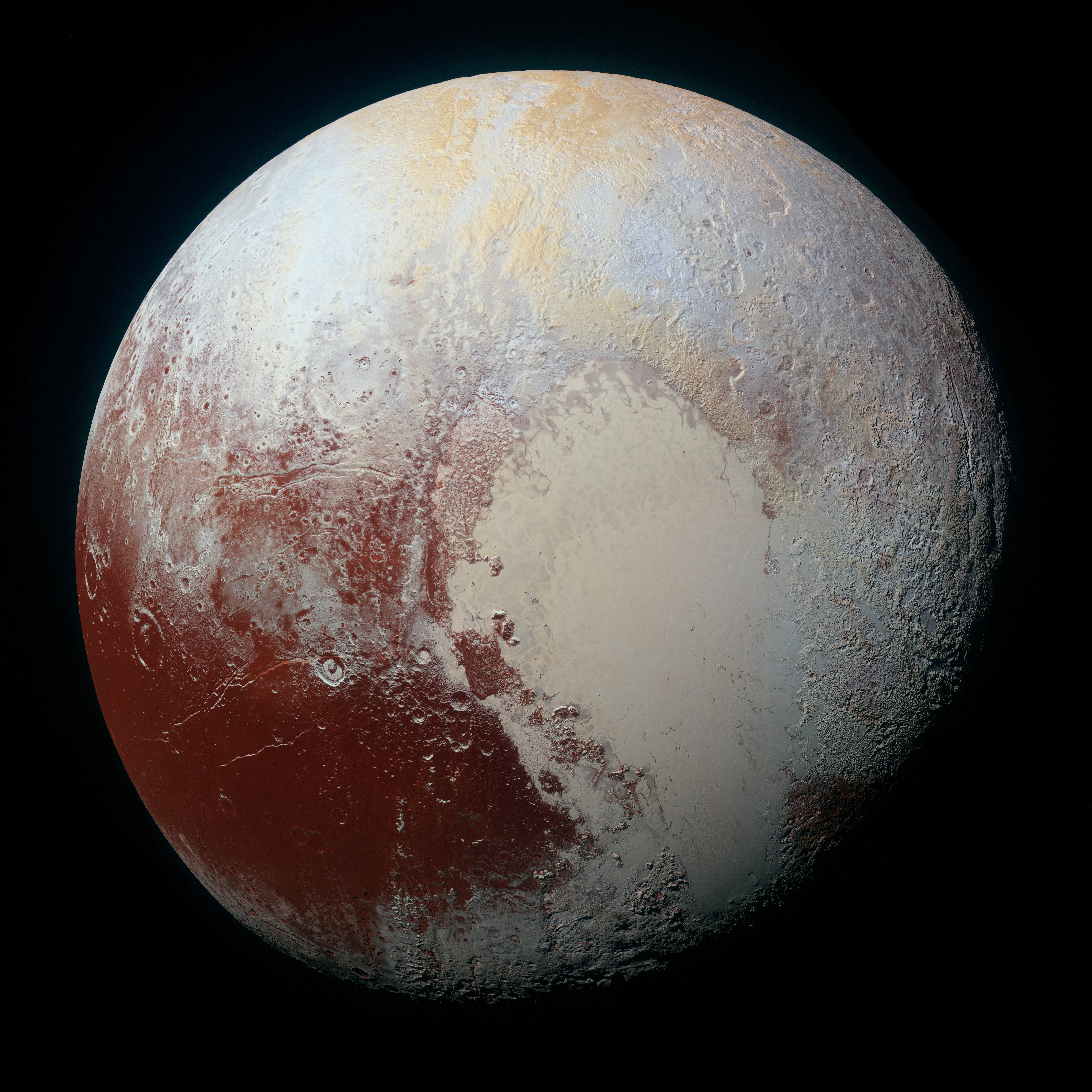
High-resolution MVIC view of Pluto in enhanced color, illustrating variations in surface composition

Địa chất Sao Diêm Vương bao gồm các đặc điểm bề mặt, lớp vỏ và bên trong của Sao Diêm Vương. Do khoảng cách của Sao Diêm Vương đến Trái Đất mà việc nghiên cứu chuyên sâu từ Trái Đất là khá khó khăn. Nhiều chi tiết về Sao Diêm Vương vẫn còn là bí ẩn cho đến ngày 14 tháng 7 năm 2015 khi tàu New Horizons bay ngang qua hệ Sao Diêm Vương và truyền dữ liệu về Trái Đất. Khi đó, các nhà khoa học đã khám pha ra sự đa dạng khác thường về mặt địa chất của Sao Dương Vương, khiến thành viên đội New Horizons Jeff Moore nói rằng nó "thì phức tạp không kém gì của Sao Hỏa". Việc truyền dữ liệu về Sao Diêm Vương từ tàu New Horizons kết thúc ngày 25 tháng 10 năm 2016.

## Bề mặt

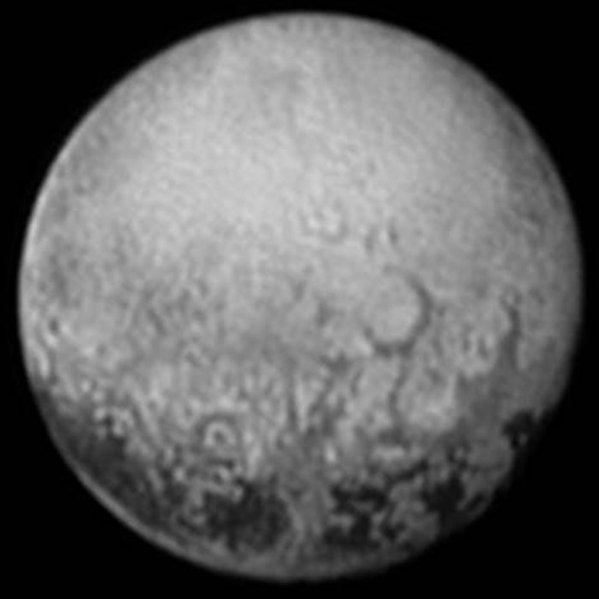
Polygonal feature north of the dark equatorial regions on Pluto
(ngày 11 tháng 7 năm 2015)

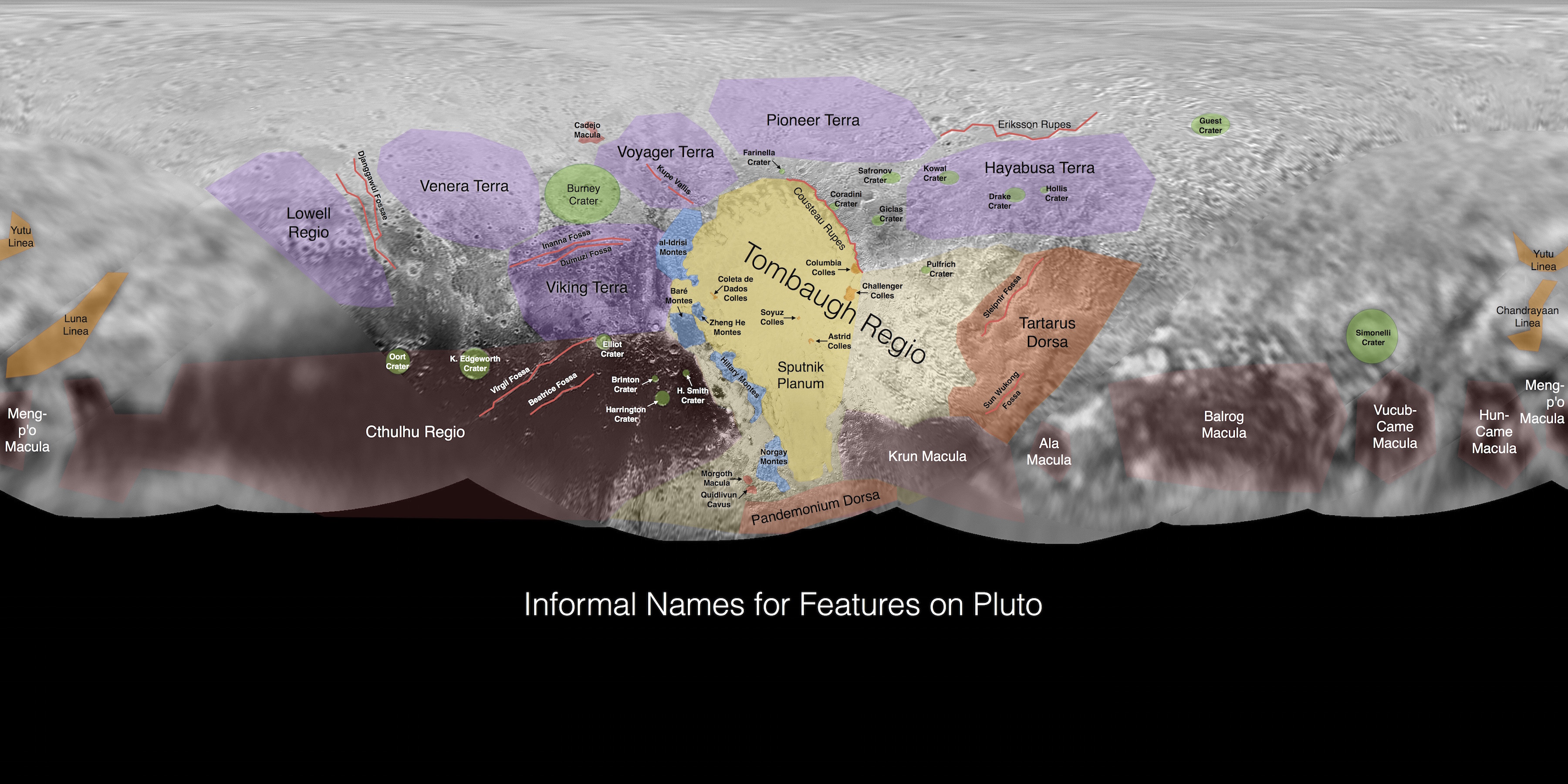
The portions of Pluto's surface mapped by New Horizons. Center is 180 degrees longitude (diametrically opposite the moon Charon).

Bề mặt Sao Diêm Vương cấu tạo từ hơn 98 phần trăm ni-tơ rắn, với số lượng rất nhỏ mêtan và cacbon monoxit. Mặc Sao Diêm Vương quay về Charon chứa nhiều mêtan rắng, trong khi đó mặt đối diện chứa nhiều nitơ và cacbon monoxit rắn hơn. Sự phân bố băng dễ bay hơi được cho là phụ thuộc vào mùa và bị ảnh hưởng bởi việc tiếp xúc lâu dài với ánh nắng mặt trời và địa hình hơn là các quá trình dưới bề mặt.
Màu của bề mặt Sao Diêm Vương đã thay đổi từ năm 1994 đến 2003: vùng cực bắc đã sáng lên và bán cầu nam đã bị tối đi. Màu đỏ tổng thể của Sao Diêm Vương về thực chất cũng đã tăng lên từ năm 2000 đến năm 2002.